# Bandera de Somalia
La bandera de Somalia fue adoptada el 12 de octubre de 1954. Consiste en un paño de color azul claro en el que figura, en su parte central, una estrella de cinco puntas de color blanco.
Fue diseñada por Mohammed Awale Liban. Estuvo prevista para ser usada en la Somalilandia Británica pero al producirse su unión con la Somalilandia Italiana esta enseña se empleó en el nuevo estado. Es del mismo color que la usada por las Naciones Unidas ya que se decidió ofrecer un reconocimiento a la organización internacional por la ayuda prestada en su proceso de independencia respecto a Italia.
Las cinco puntas de la estrella blanca simbolizan las cinco áreas habitadas por somalíes: Somalilandia Británica, Somalilandia Italiana, Somalilandia Francesa (Yibuti), Ogaden (en Etiopía) y el Distrito de la Frontera Septentrional de Kenia.

## Historia

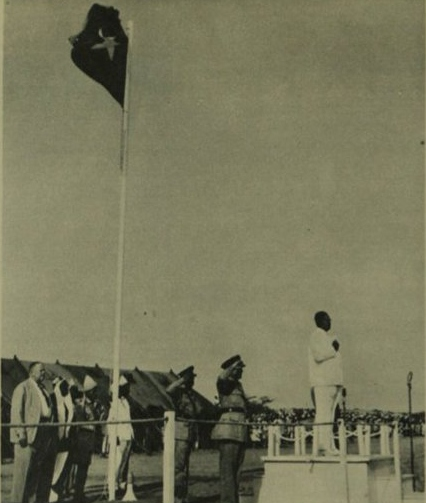
Bandera somalí en las celebraciones de la independencia del Estado de Somalilandia (actualmente República de Somalilandia) el 26 de junio de 1960

A mediados del siglo XIX, las zonas del Cuerno de África pobladas por somalíes se dividieron entre Etiopía, Francia, Gran Bretaña e Italia. Poco después de la creación del Territorio en Fideicomiso de las Naciones Unidas de Somalilandia en 1950, la Liga de la Juventud Somalí abogó persistentemente por la creación de una bandera nacional. Los administradores italianos de la administración fiduciaria rechazaron esta idea hasta 1954, cuando se abrió un debate en el consejo territorial. La Liga de la Juventud Somalí, que era la organización política más popular del país, intentó inicialmente utilizar la bandera de la Liga, pero los partidos rivales la rechazaron de plano. Se produjo un punto muerto hasta que el erudito somalí Mohammed Awale Liban lo rompió y sugirió un símbolo diferente de los propuestos. Liban concibió y diseñó personalmente la bandera,y también se utilizó en el efímero Estado independiente de Somalilandia entre el 26 de junio de 1960 y el 1 de julio de 1960.

## Características
Como bandera étnica, la Estrella de la Unidad blanca de cinco puntas en su centro representa las áreas donde el grupo étnico somalí forma la mayoría: Yibuti, Somalilandia (antiguo protectorado británico), la región somalí en Etiopía, la Provincia Nororiental en Kenia y Somalia (Somalilandia italiana). Sin embargo, la bandera ya no representa a todas las regiones somalíes, pasando de ser una bandera étnica a la bandera nacional de Somalia únicamente. Ahora denota oficialmente el cielo, así como el Golfo de Adén, el Canal de Guardafui y el Mar de Somalia, que flanquean el país. El color azul de la bandera fue seleccionado en homenaje a las Naciones Unidas que ayudaron a formar el país de Somalia durante su condición de territorio en fideicomiso de 1950 a 1960.

### Colores
|             | Azul       | Blanco      |
| ----------- | ---------- | ----------- |
| RGB         | 65/143/222 | 255/255/255 |
| Hexadecimal | #418FDE    | #FFFFFF     |
| CMYK        | 71/36/0/13 | 0/0/0/0     |

## Otras banderas de Somalia
Con la caída de la monarquía etíope en 1975 el gobierno de Somalia aprovechó la desorganización existente y la guerra de Eritrea para apoyar un movimiento por la independencia de la parte Oriental de Etiopía (Ogadén) y su posterior unión a Somalia. El movimiento fracasó gracias a la ayuda militar soviética y cubana a Etiopía. Dirigió la lucha el Frente de Liberación de Somalia Occidental cuya bandera es verde y roja en dos franjas verticales: el verde es el color de los musulmanes (que son mayoritarios entre los somalís) y el rojo es por la sangre derramada; la estrella simboliza al pueblo. Se utilizaron variantes de la bandera en horizontal. Estrechamente vinculado a esta organización estaba el Frente de Liberación de Somalia-Abo, que constituía uno de sus frentes militares, cuya bandera se distinguía por un triángulo azul claro en la parte del asta.

Bandera del estado federado de los Somalí
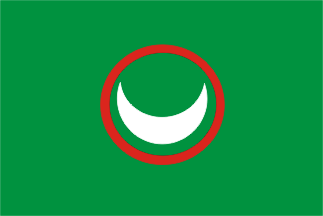
Bandera del Frente de Liberación de Somalia Occidental 1975-1976
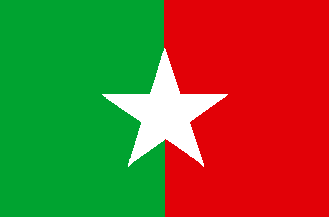
Bandera del Frente de Liberación de Somalia Occidental 1976
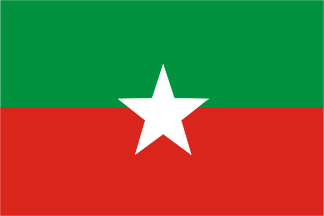
Bandera del Frente de Liberación de Somalia Occidental 1976, variante
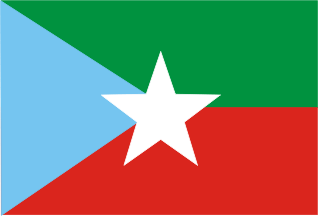
Bandera del Frente de Liberación de Somalia-Abo 1976